# Tocantins (állam)
Tocantins állam (port. kiejtés [tokɐ̃ˈtʃĩsz]) Brazília északi régiójában fekszik, de földrajzilag az ország szívében. Goiás, Mato Grosso, Pará, Maranhão, Piauí és Bahia államok határolják.

## Földrajzi adatok
- Területe 277 620 km², mellyel nagyjából Új-Zéland méretű
- Lakossága 2014-ben: 1 496 880 fő
- Népsűrűsége 5,4 fő/km²
- Székhelye: Palmas

## Népesség
| 2017 | 1 550 194 |
| 2022 | 1 511 460 |

## Fordítás
- Ez a szócikk részben vagy egészben  a   Tocantins című angol Wikipédia-szócikk fordításán alapul.  Az eredeti cikk szerkesztőit annak laptörténete sorolja fel. Ez a jelzés csupán a megfogalmazás eredetét és a szerzői jogokat jelzi, nem szolgál a cikkben szereplő információk forrásmegjelöléseként.